# Kathleen Deery de Phelps
Katherine Phoeb Deery de Phelps, más conocida como Kathy Phelps, (Sídney, Australia, 22 de noviembre de 1908–Caracas, Venezuela, 21 de agosto de 2001) fue una conservacionista australiana.

## Biografía
Sus padres fueron Arthur Deery y Agnes Thorne. Hizo estudios superiores en Estados Unidos. En 1940 llegó a Venezuela y obtuvo la nacionalidad venezolana en 1941, luego de su boda con el ornitólogo y empresario venezolano William H. Phelps Jr. Participó junto a Phelps Jr en varias expediciones para investigar la fauna y flora venezolana. Fundó junto a Carmen de Phister la Asociación de Guías Scouts de Venezuela (AGSV) el 26 de junio de 1958. Fue presidenta de la Cruz Roja Venezolana. Escribió varios libros basados en sus experiencias. Presidió además la Colección Phelps que es considerada la mayor colección de aves de Latinoamérica, con más 80.000 ejemplares de aves en plumas, mil conservadas en alcohol y 1.500 esqueletos.
Recibió de la Universidad Yacambú de Barquisimeto un doctorado honoris causa.
Estuvo casada por primera vez con Robert Bottome, de quien se divorció. De Bottome tuvo dos hijos: Robert Bottome Deery y Peter Bottome Deery.

## Honores

### Membresías
- Miembro y presidenta de las muchachas Guías Scouts de Venezuela.[3]
- Miembro durante nueve años de Nuestra Cabaña, Centro Mundial de Muchachas Guías y Guías Scouts de Cuernavaca, México.[3]
- Miembro fundadora del Little Theater en San Román.[3]
- Fundadora del International Scholarships (AFS) en Venezuela.[3]
- Miembro del Woman Geographers, USA.[3]
- Miembro de la Asociación New York Botanical Garden.[3]
- Primera miembro mujer de Explorers Club de Nueva York.[3]
- Miembro honorario de la Sociedad Venezolana de Ciencias Naturales, Caracas.[3]
- Miembro del Comité Por La Preservación del Archipiélago Los Roques.[3]
- Miembro del Comité Parque del Este, en Caracas, durante 12 años.[3]
- Miembro vitalicio del Comité de Parques.[3]
- Presidenta de la Fundación William H. Phelps.[3]
- Presidenta de La Fundación de la Sociedad de Ciencias Naturales.[3]
- Miembro de la Fundación para el Desarrollo de las Ciencias Físicas, Matemáticas y Naturales (FUDECO).[3]
- Miembro hacedora de FUDENA.[3]
- Miembro del Ministerio del Ambiente y de los Recursos Naturales Renovables (M.A.R.N.R).[3]
- Miembro de la junta del Instituto Nacional de Parques (IMPARQUES).[3]
- Miembro oficial de la Sociedad Royal de Londres.[3]
- Vicepresidenta honoraria del Consejo Internacional de la Preservación de las Aves-Cambridge, Inglaterra.[3]
- Miembro de honor de la Sociedad Ornitológica de Francia.[3]
- Miembro del comité para la conservación del Lago de Valencia.[3]

## Obras publicadas
- Memorias de Misia Kathy. Primera expedición Phelps al cerro Jimé (1986).[3]
- Memorias de Misia Kathy (1987).[3]
- Memorias de Misia Kathy. Historia de un yavi desconocido (1988).[3]
- Aves venezolanas. Cien de las más conocidas (Cuatro ediciones: 1954, 1955, 1963, 1999).[3]